# Mike Bookie
Mike Bookie (Pittsburgh, 12 de setembro de 1904 - 12 de outubro de 1944) foi um futebolista norte-americano. Ele competiu na Copa do Mundo, sediada no Uruguai, na qual a seleção de seu país terminou na terceira colocação dentre os treze participantes.